# تشارلز جي. ليدز
تشارلز جي. ليدز هو سياسي أمريكي، ولد في 30 نوفمبر 1874، وتوفي في 19 ديسمبر 1876. انتخب عمدة نيو أورلينز ‏.